# 近衛経家
近衛 経家（このえ つねいえ）は、南北朝時代の公卿。関白左大臣・近衛経忠の子。官位は従三位・左近衛中将。南朝へ出仕し、関白に昇った。大和国平田荘に住していたことから、平田関白と号する。名は冬経（ふゆつね）とも。

## 経歴
初めは北朝に仕えたが、父･経忠が南朝へ出奔したために叙爵が遅れることとなった。正平元年/貞和2年（1346年）12月に15歳で元服して禁色･昇殿を許され、正五位上・右近衛権少将に叙任。翌正平2年/貞和3年（1347年）1月に従四位上、11月に従三位へ越階昇叙されているが、以降北朝での昇進は見られない。
正平8年/文和2年（1353年）5月実相寺へ伊賀国平柿荘を寄進したが、その文書では文和の北朝元号を使用している上、8月に足利義詮が寄進を安堵せしめる旨の文書もある。また、同年6月に南軍が京都を回復した際、後光厳天皇の退避した延暦寺に経家も参じているので、当時なお北朝に仕えていたことは確かであろう。ところが、正平11年/延文元年（1356年）7月佐々木道誉と結託し、幕府の命と称して家門の回復を図ったため、右大臣道嗣によってこれを拒否されている。当時、「南方前執柄」 として平田荘に住していたというから、恐らく北朝での昇進を見限って正平8年（1353年）南朝へ参じ、同11年（1356年）まで関白を務めていたと考えられる。
その後の動向については史料を欠くため、全く不明という他ないが、北朝での昇進が見られないことに加え、子と思われる人物が南朝に仕えていること（後述）からすれば、やはり南朝にて官途を歩んだ可能性が高い。その場合、二条教基が散位（前関白）であった正平15年/延文5年（1360年）頃に再び関白に在職していたか。正平19年/貞治3年（1364年）後村上天皇に書物を進覧した「前関白経」 や『新葉和歌集』作者の「福恩寺前関白内大臣」（13首入集） を経家に比定する説もある。
『公卿補任』によれば、元中6年/康応元年（1389年）に薨去したとされるが、検討の余地が残る。確実な歌作としては、『菟玖波集』に連歌1句が入集。

## 系譜
- 父：近衛経忠（1302-1352）
- 母：花山院家定の娘
- 妻：不詳
  - 子女：近衛殿?

## 子孫
経家の子孫について、『尊卑分脈』・『摂家系図』（東京大学史料編纂所蔵）などは何も記していない。ただ、元中9年/明徳3年（1392年）の南北朝合一の際に南朝の関白であった「近衛殿」（『南山御出次第』）は、世代的に見て経家の子であろう。この「近衛殿」は名も不明であるが、『看聞日記』応永23年（1416年）11月9日条によれば、花山院遺跡の相続者が絶えたために、「南方近衛」の12歳の子息を耕雲の猶子として迎えて遺跡を継がせたといい、これが後の花山院持忠であるとされる。